# أرب 256

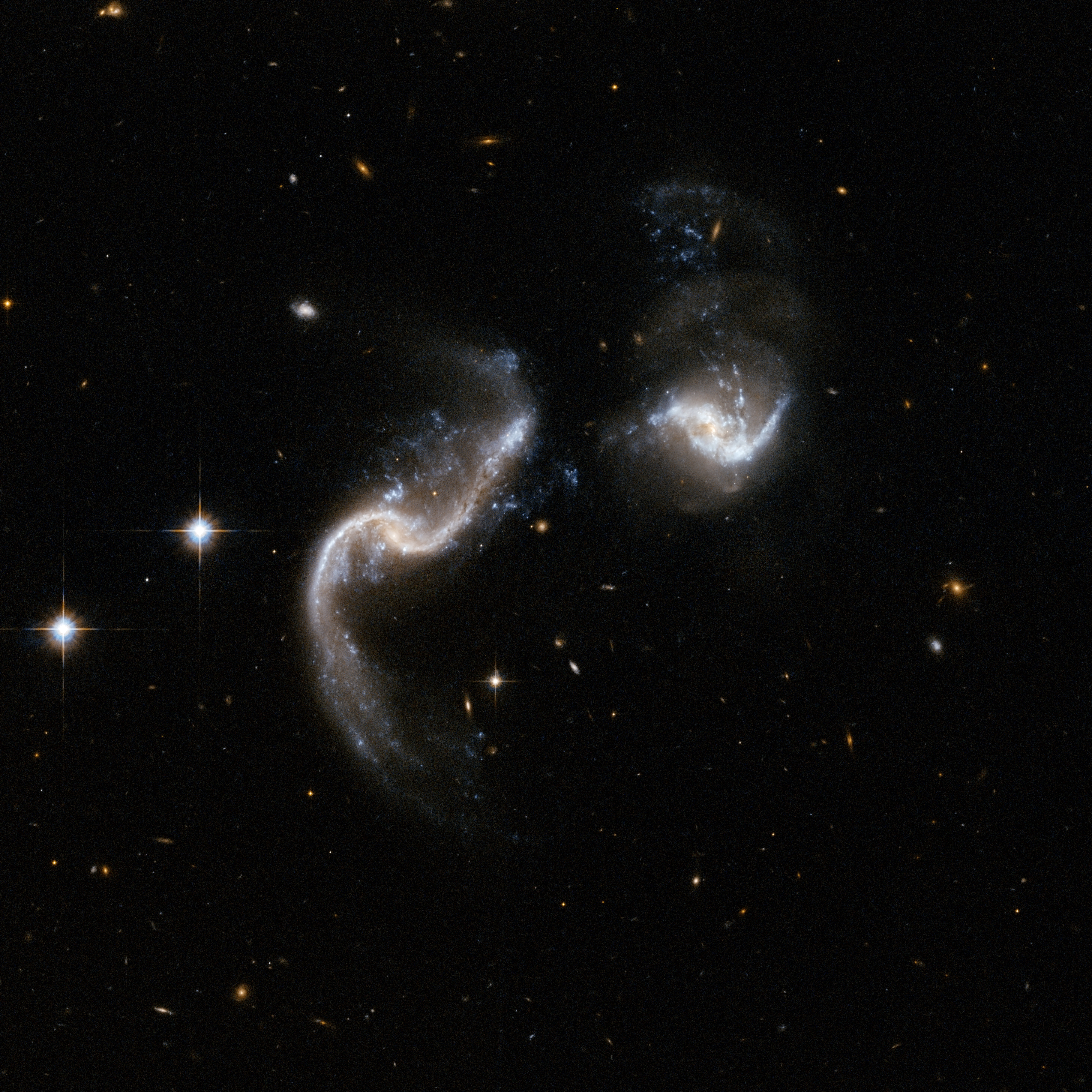

Arp 256 هو اصطدام مجري، يقع في كوكبة قيطس. يشير Arp 256 (يعرف أيضًا بArp 256S) إلى المجرة الجنوبية،  و المجرة الشمالية هي Arp 256N. 

## اقرأ أيضا
- أرب 302

## روابط خارجية
- أرب 256 على موقع ويكي سكاي: DSS2, SDSS, GALEX, IRAS, Hydrogen α, X-Ray, Astrophoto, Sky Map, Articles and images